# إزرائيل ألتر
إزرائيل ألتر (بالإنجليزية: Israel Alter)‏ هو ملحن ومغني أمريكي، ولد في 23 سبتمبر 1901 في لفيف في أوكرانيا، وتوفي في 16 نوفمبر 1979 في نيويورك في الولايات المتحدة.

## وصلات خارجية
- إزرائيل ألتر على موقع ميوزك برينز (الإنجليزية)